# Taraxacum expallidiforme
Taraxacum expallidiforme — вид квіткових рослин з родини айстрових (Asteraceae). Вид зростає в Європі: Фарерські острови, Англія, Уельс, Шотландія, Північна Ірландія, Ірландія, Данія, Норвегія, Швеція, Фінляндія, Нідерланди, Бельгія, Німеччина, Польща, Чехія, Франція, Естонія, Латвія, Литва, північнозахідновропейська Росія; це багаторічна рослина помірних біомів.

## Середовище
Населяє луки, смітники, стіни тощо.

## Морфологічна характеристика
T. expallidiforme має зелені крилаті черешки, досить вузькі, сильно загнуті зовнішні приквітки та сіруваті язичкові смуги. Контур листа вузькояйцеподібний, кінці часток досить короткі та тупі зі злегка загостреною верхівкою.